# Magnopholcomma
Magnopholcomma is een monotypisch geslacht van spinnen uit de familie van de Theridiidae (Kogelspinnen).

## Soort
- Magnopholcomma globulus Wunderlich, 2008